# Auximella harpagula
Auximella harpagula är en spindelart som först beskrevs av Simon 1906.  Auximella harpagula ingår i släktet Auximella och familjen mörkerspindlar.
Artens utbredningsområde är Ecuador. Inga underarter finns listade.